# Melissodes illata
Melissodes illata är en biart som beskrevs av Lovell och Cockerell 1906. Melissodes illata ingår i släktet Melissodes och familjen långtungebin. Inga underarter finns listade i Catalogue of Life.